# Guerre polono-suédoise (1626-1629)
Guerre polono-suédoise (1626-1629)
Batailles
- Wallhof (en)
- Gniew (en)
- Selburg (en)
- Wenden (en)
- Czarne (pl)
- Dirschau (en)
- Oliwa
- Treiden (en)
- Górzno (en)
- Trzciana (en)

La guerre polono-suédoise de 1626-1629 est le quatrième conflit armé qui opposa la Suède et la Pologne au XVIIe siècle. Elle commença en 1626 et cessa par le traité d’Altmark en 1629, confirmé par le traité de Stuhmsdorf, en 1635.

## Conséquences
La Pologne céda la majeure partie de la Livonie à la Suède, dont l’important port de Riga.